# Shimano XTR
Shimano XTR – grupa osprzętu przeznaczona dla rowerów górskich. Shimano zaprezentowało ją w 1992 roku jako najwyższą w hierarchii grup górskich, przeznaczoną głównie dla zawodników. Od początku aż do dziś, części XTR noszą oznaczenia xx-M9xx.

## I generacja (1992 - 1995) 90x/91x

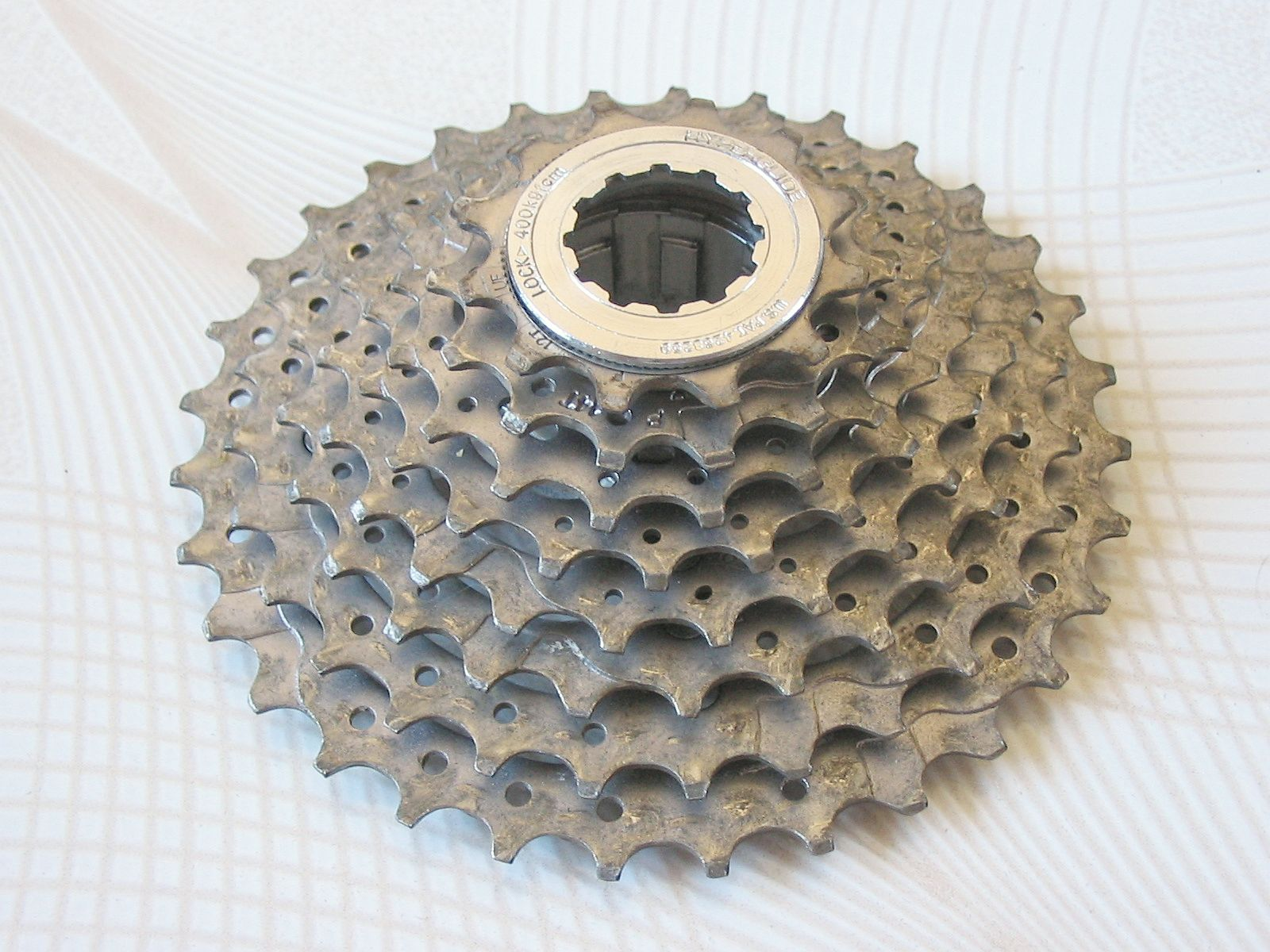
Kaseta XTR

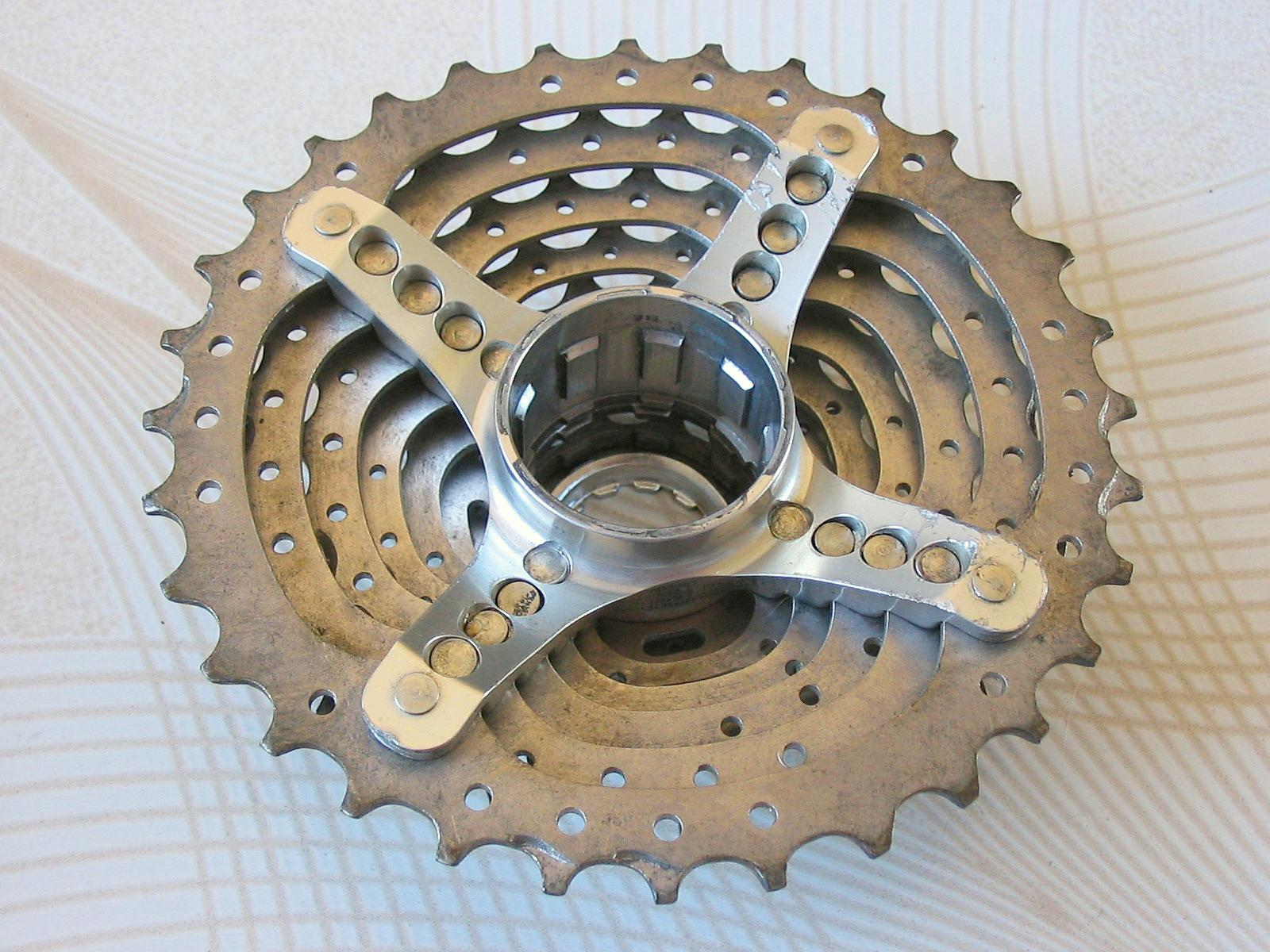
Aluminiowy pająk kasety

### 1992
Pierwsza 8-biegowa grupa osprzętu górskiego. Kolorystyka: czarno-srebrna. W jej skład weszły:
- przerzutka tylna: RD-M900, aluminium, skośny pantograf, regulowane sprężyny, łożyska ceramiczne
- klamkomanetki: ST-M900, na 2 palce, Servo-Wave, RapidFire Plus, 3/8-biegowe
- mechanizm korbowy: FC-M900, niskoprofilowe ramiona, kute aluminium, 165/170/175/180 mm, zębatki SG 28/38/48 lub 26/36/46, rozstaw śrub (BCD) 110/74 mm
- suport: BB-UN90, uszczelniony, nierozbieralny pakiet, gwint angielski BSA, szerokość 68 mm, oś stalowa 107/113 mm
- piasta tylna: FH-M900, kute aluminium, szerokość 135 mm, 32/36 otworów, bębenek HG dla 8-rzędowych kaset
- piasta przednia: HB-M900, kute aluminium, 28/32/36 otworów
- kaseta: CS-M900, 8-rzędowa HG, aluminiowy pająk, układ 12-28 lub 12-32 zęby
- przerzutka przednia: FD-M900 lub M901 (górny ciąg), indeksowana, klasyczna
- łożyska sterowe: nakręcane
  - HP-M900, rozmiar 1"
  - HP-M901, rozmiar 1 1/8"
  - HP-M902, rozmiar 1 1/4"
- łańcuch: CN-7401 (Dura-Ace)
- szczęki hamulcowe: BR-M900, canti, niskoprofilowe, kute na zimno aluminium
- sztyca: SP-M900, pocieniana, stal CrMo i aluminium, długość 28 lub 33 cm, średnice 26.6/26.8/27.0/27.2 mm oraz 36 cm/27.2 mm

### 1993
Dodano następujące części:
- suport: BB-UN91, szerokość 70/73 mm
- mechanizm korbowy: ramiona 172,5/177,5 mm
- piasta tylna: 28 otwory

### 1995
Nowe części w miejsce starszych z serii M900:
- przerzutka tylna: RD-M910, średni (GS) lub długi (SGS) wózek, aluminium, skośny pantograf, łożyska ceramiczne
- klamkomanetki: ST-M910, na 2 palce, Servo-Wave, RapidFire Plus, 3/8-biegowe, optyczne wskaźniki przełożenia (OGD)
- piasta tylna: FH-M910, kute aluminium, korpus Parallax, szerokość 135 mm, 28/32/36 otworów, bębenek HG dla 8-rzędowych kaset
- piasta przednia: HB-M910, kute aluminium, korpus Parallax, 28/32/36 otworów
- szczęki hamulcowe: BR-M900-C, canti, niskoprofilowe, kute na zimno aluminium, klocki z wkładkami XTR
- sztyca: SP-M910, pocieniana, stal CrMo i aluminium, długość 28 lub 33 cm, średnice 26.4/26.26/26.8/27.0/27.2 mm oraz 36 cm/27.2 mm

## II generacja (1996 - 1998) 95x

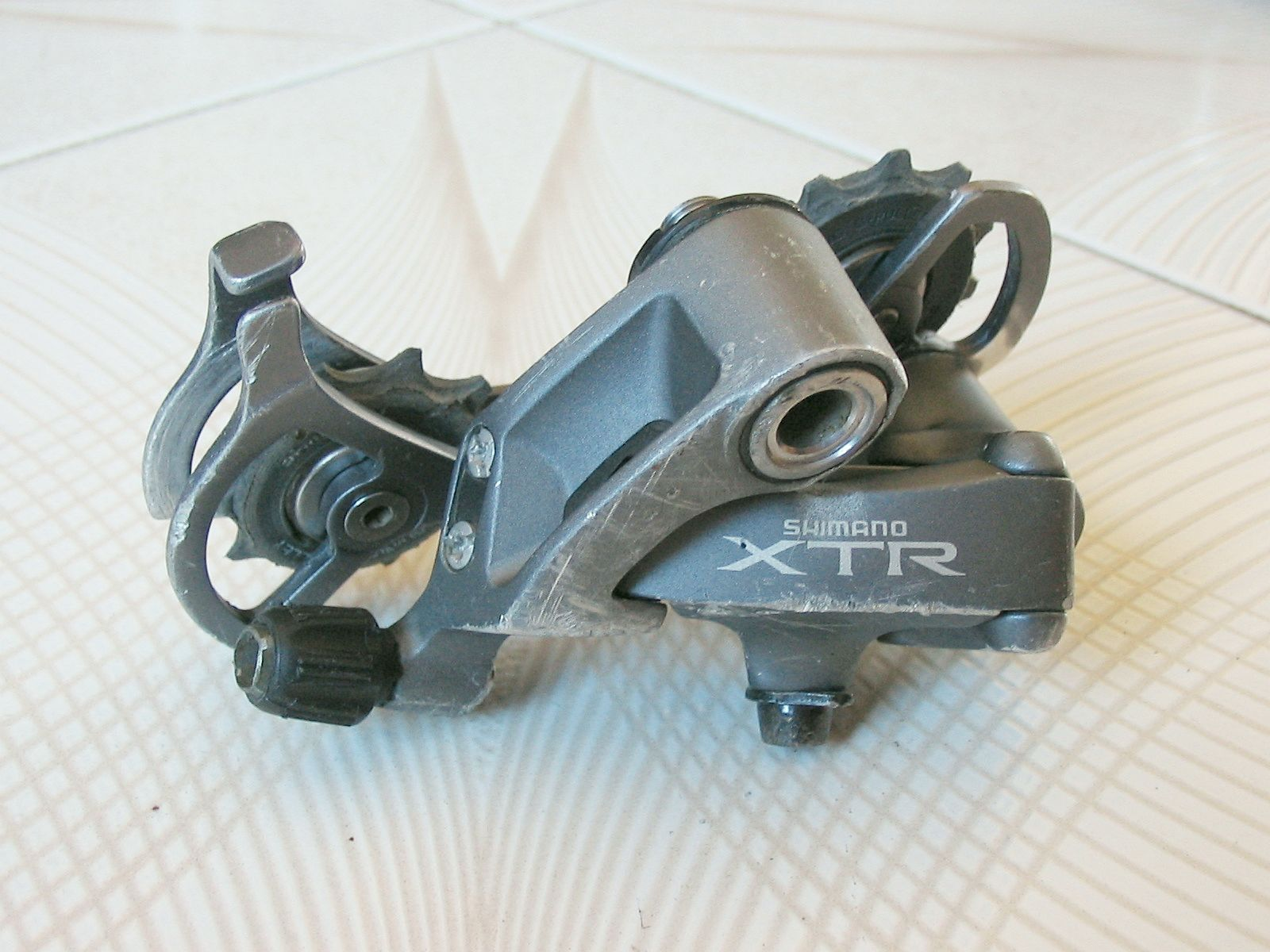
Przerzutka tylna XTR

Charakterystyczny szary matowy kolor. Z powodu szarego malowania grupa XTR otrzymała potoczną nazwę "szara eminencja". W skład grupy wchodziły:
- przerzutka tylna: RD-M950, średni (GS) lub długi (SGS) wózek, aluminium, skośny pantograf, łożyska ślizgowe-ceramiczne
- przerzutka tylna: RD-M951, średni (GS) lub długi (SGS) wózek, anodowane aluminium, regulowana, odwrotna sprężyna pantografu typu Rapid Rise, oraz kółeczko na łożysku przemysłowym, eliminujące ostatni łuk pancerza. Wprowadzono nowy typ 11-zębowych kółek na łożyskach kulkowych
- klamkomanetki: ST-M950, na 2 palce, Servo-Wave, RapidFire Plus, 3/8-biegowe, optyczne wskaźniki przełożenia (OGD), kompatybilne z V-Brake
- manetki: SL-M950, RapidFire Plus, OGD
- mechanizm korbowy: FC-M950, niskoprofilowe ramiona Hollowtech, kute aluminium, 165/167,5/170/172,5/175/177,5/180 mm, zębatki SG HyperDrive-C 24/34/46,czteroramienny pająk
- suport: BB-M950, uszczelniony, rozbieralny, gwint angielski BSA, szerokość 68/73 mm, oś stalowa 112,5/116 mm, Octalink
- piasta tylna: FH-M950, kute aluminium, Parallax, szerokość 135 mm, 28/32/36 otworów, bębenek HG dla 8-rzędowych kaset
- piasta przednia: HB-M950, kute aluminium, Parallax, 28/32/36 otworów
- kaseta: CS-M950, 8-rzędowa HG, aluminiowy pająk, układ 11-30 (HyperDrive-C), 12-28 lub 12-32 zęby
- przerzutka przednia: Top-Swing, indeksowana
  - FD-M950, standardowa
  - FD-M950-E, mocowana na mufę suportu
- łożyska sterowe: nakręcane
  - HP-M900, rozmiar 1"
  - HP-M901, rozmiar 1 1/8"
  - HP-M902, rozmiar 1 1/4"
- łańcuch: CN-IG90
- klamki hamulcowe: BL-M950, na 2 palce, kompatybilne z V-Brake
- szczęki hamulcowe: BR-M950, V-Brake, kute na zimno aluminium
- sztyca: SP-M910, pocieniana, stal CrMo i aluminium, średnica 26.8/27.0/27.2 mm, długość 33 cm

## III generacja (1999 - 2002) 95x

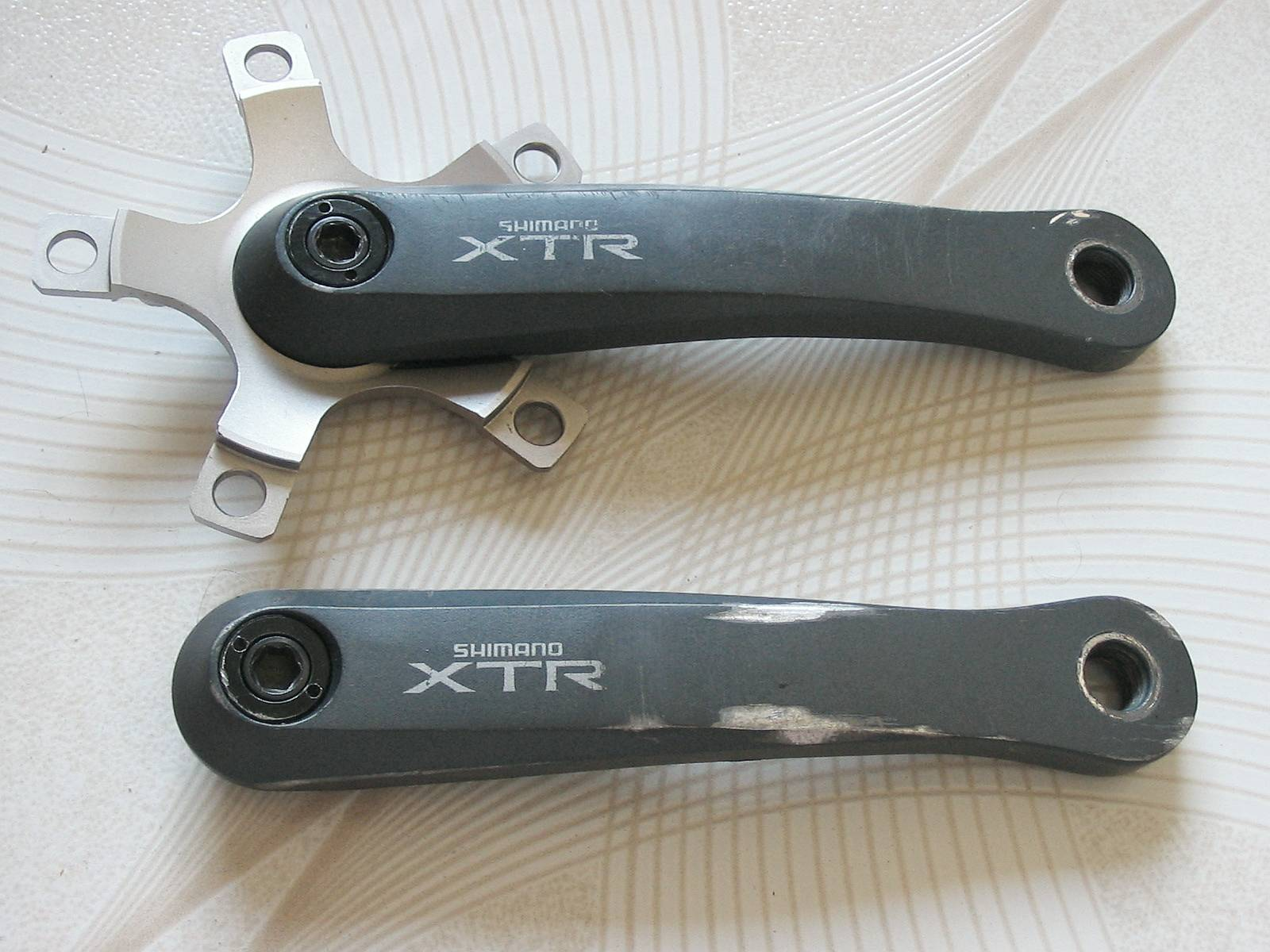
Korby XTR

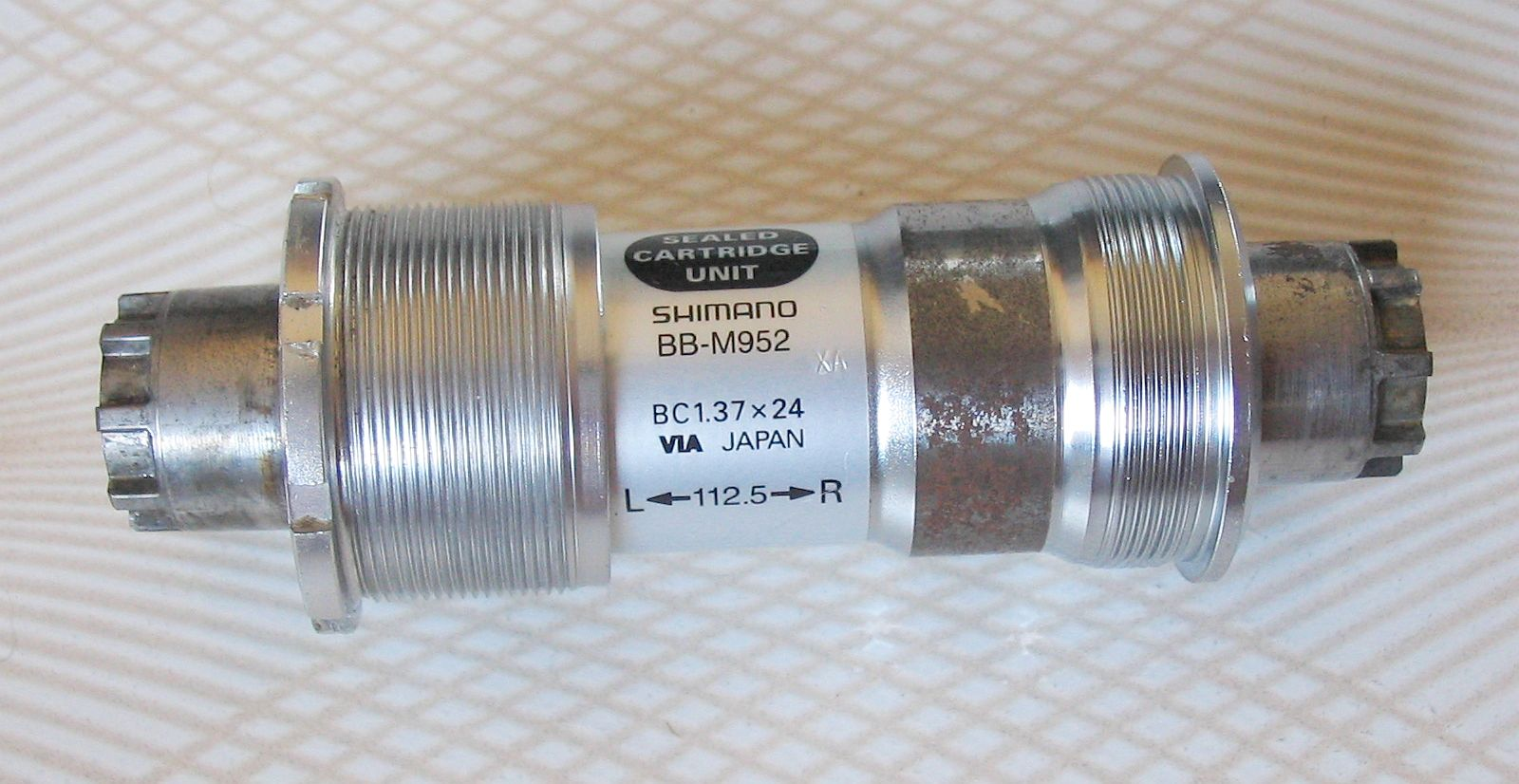
Suport XTR

### 1999
Grupa XTR przeszła na 9 biegów, lecz zachowała swoją kolorystykę. W ocenie użytkowników, najsolidniejsza generacja XTR. Na portalach aukcyjnych części serii 95x osiągają nadal wysokie ceny.
- przerzutka tylna: RD-M952 oraz RD-M953 RapidRise, średni (GS) lub długi (SGS) wózek, aluminium, skośny pantograf, łożyska maszynowe
- klamkomanetki: ST-M952, na 2 palce, Servo-Wave, RapidFire Plus, 3/9-biegowe, odejmowalne optyczne wskaźniki przełożenia (OGD), kompatybilne z V-Brake
- manetki: SL-M952, RapidFire Plus, OGD oraz SL-SS95 montowane na rogach
- mechanizm korbowy: niskoprofilowe ramiona Hollowtech, kute aluminium, 165/167,5/170/172,5/175/177,5/180 mm:
  - FC-M952, zębatki SG-X 24/34/46, czteroramienny pająk
  - FC-M952-5, zębatki SG-X 26/36/48, pięcioramienny pająk
  - FC-M952-DH, zjazdowa z pojedynczną zębatką 46/48/50/52/54
- suport: BB-M952, uszczelniony, nierozbieralny pakiet, gwint angielski BSA, szerokość 68/73 mm, oś stalowa 112,5/116 mm, Octalink
- piasta tylna: FH-M950, kute aluminium, Parallax, szerokość 135 mm, 28/32/36 otworów, bębenek HG dla 8-rzędowych kaset
- piasta przednia: HB-M950, kute aluminium, Parallax, 28/32/36 otworów
- kaseta: CS-M952, 9-rzędowa HG, aluminiowy pająk, układ 12-34 zęby
- przerzutka przednia:
  - FD-M952, Top-Swing
  - FD-M952-E, montowana na mufie suportu
  - FD-M953, klasyczna
- łańcuch: CN-7700, 9-rzędowy
- klamki hamulcowe: BL-M950, na 2 palce, kompatybilne z V-Brake
- szczęki hamulcowe: BR-M951, V-Brake, kute na zimno aluminium, wsuwki do klocków
- sztyca: SP-M910, pocieniana, stal CrMo i aluminium, średnica 26.8/27.0/27.2 mm, długość 33 cm
- szybkozamykacz sztycy: SQ-M900

### 2000
Nowe części:
- kaseta: CS-M953, pojedynczy aluminiowy pająk
- pedały: PD-M858, zatrzaskowe

### 2001
Do grupy XTR dołączają koła WH-M959, pod hamulce tarczowe, szprychy przeplatane osadzone w ściankach bocznych obręczy.

### 2002
Pojawiają się nowe pedały zatrzaskowe PD-M959.

## IV generacja (2003 - 2006) 96x
Grupa XTR zmienia stylistykę. Nowe części mają bardziej zaokrąglone kształty i są pokryte błyszczącą anodą. Uznawana za najpiękniejszą ale i najmniej funkcjonalną grupę gdyż Shimano zbytnio uwierzyło w możliwości marketingowe nowych klamkomanetek Dual Control, które nie zostały przyjęte ze spodziewanym entuzjazmem. Na chwilę obecną wszystko wskazuje na to iż japoński potentat w najbliższym okresie wycofa ten system z produkcji, gdyż dostępny on jest jedynie w trzech najdroższych grupach(XTR,  Deore XT i LX) W skład nowej grupy XTR weszły:
- przerzutka tylna: RD-M960, RapidRise, średni (GS) lub długi (SGS) wózek, aluminium, skośny pantograf, łożyska maszynowe
- klamkomanetki: Dual Control, na 2 palce, Servo-Wave, 3/9-biegowe:
  - ST-M960, Servo-Wave, kompatybilne z V-Brake
  - ST-M965, do hydraulicznych hamulców tarczowych
- manetki: SL-M952, RapidFire Plus, OGD
- mechanizm korbowy: FC-M960, niskoprofilowe ramiona Hollowtech II, kute aluminium, 165/167,5/170/172,5/175/177,5/180 mm, zębatki SG-X 22/32/44, czteroramienny pająk, zintegrowane z osią suportu
- piasta tylna: kute aluminium, Parallax, szerokość 135 mm, 24/28/32/36 otworów, bębenek HG dla 9-rzędowych kaset:
  - FH-M960, do hamulców obręczowych
  - FH-M965, do hamulców tarczowych, Center-Lock
- piasta przednia: kute aluminium, Parallax, 24/28/32/36 otworów:
  - HB-M960, do hamulców obręczowych
  - HB-M965, do hamulców tarczowych, Center-Lock
- kaseta: CS-M960, 9-rzędowa HG, 6 zębatek na aluminiowym pająku, układ 11-32, 11-34 lub 12-34 zęby
- przerzutka przednia:
  - FD-M960, Top-Swing
  - FD-M960-E, montowana na mufie suportu
  - FD-M961, klasyczna
- łańcuch: CN-7701, 9-rzędowy
- szczęki hamulcowe: BR-M960, V-Brake, kute na zimno aluminium, wsuwki do klocków
- zaciski hamulców tarczowych: hydrauliczne, dwutłoczkowe, jednoczęściowe, Center-Lock:
  - BR-M965, mocowanie IS
  - BR-M966, mocowanie PM74
- koła: WH-M965, pod hamulce tarczowe, szprychy przeplatane osadzone w ściankach bocznych obręczy.

## V generacja (2007-2010) 97x
Zupełnie nowy XTR - znakiem charakterystycznym został "X". Zastosowano w nim wiele innowacyjnych rozwiązań jak manetki 2-Way Release czy przerzutkę tylną Shadow. 

### 2007
- przerzutka tylna: kute aluminium/stal, średni (GS) lub długi (SGS) wózek, przeguby uszczelniane, pokryte fluorem, 197gram (GS), 199gram (SGS)
  - RD-M970 Low Normal
  - RD-M971 Top Normal,
- przerzutka przednia: aluminium/stal, Dual Pull
  - FD-M970E - Top Swing, E-Type, 142gram
  - FD-M970 - Top Swing, 125gram
  - FD-M971 - Down Swing, 148gram
- mechanizm korbowy: FC-M970, próżniowe ramiona Hollowtech II, kute dura-aluminium, 165/167,5/170/172,5/175/177,5/180 mm, zębatki; 22T/24T (aluminium 7075), 32T (tytan, karbon), 44T (aluminium 7075), rozstaw śrub 104mm/64mm, HyperDrive, oś zintegrowana z prawą korbą, zewnętrzne łożyska, 770gram
- kaseta: CS-M970, 9 rzędowa HG, 6 największych zębatek na aluminiowym pająku,
  - 11-32T (11-12-14-16-18-21-24-28-32), 224gram
  - 11-34T (11-13-15-17-20-23-26-30-34), 236gram
  - 12-34T (12-14-16-18-20-23-26-30-34), 250gram
- łańcuch: CN-7701, 9 rzędowy, 304gram
- klamkomaneki: Dual Control, na 2 palce, Servo-Wave, 3/9-biegowe:
  - ST-M970 - do hamulców v-brake, 442gram
  - ST-M975 - do hamulców tarczowych, hydraulicznych, 490gram
- manetki: SL-M970, konstrukcja Rapid Fire +, Instant Release, Multi Release, Two-Way Release, 215gram
- klamki hamulcowe: 
  - BL-M970 - do hamulców v-brake, aluminium/stal, regulacja odległości dźwigni, 166gram (kpl)
  - BL-M975 - do hamulców tarczowych hydraulicznych, aluminium/stal, regulacja odległości dźwigni, prostopadły zbiornik wyrównawczy, 192gram(kpl)
- piasta tylna: aluminium anodyzowane, tytan, szerokość 135mm, 32/36 otworów, bębenek HG dla 8 i 9 rzędowych kaset
  - FM-M970 - do hamulców obręczowych, 270gram
  - FM-M975 - do hamulców tarczowych z wielowpustem Center Lock, 270g
- piasta przednia: aluminium anodyzowane, tytan, szerokość 100mm, 32/36 otworów
  - HB-M970 - do hamulców obręczowych, 140gram
  - HB-M975 - do hamulców tarczowych z wielowpustem Center Lock, 145gram
  - HB-M976 - do hamulców tarczowych z wielowpustem Center Lock oraz osią 20mm, 230g
- szczęki hamulcowe: BR-M970, v-brake, równoległe prowadzenie klocka, łożyska maszynowe, wymienne okładziny, 200gram
- zacisk hamulców tarczowych: hydrauliczne, dwutłoczkowe, kute aluminium/stal, monolit, olej minieralny,
  - BR-M975A - mocowanie IS, przód lub tył, 217gram
  - BR-M975B - mocowanie IS, tył, 217gram
  - BR-M975P - mocowanie Post Mount, przód, 217gram
- tarcze hamulcowe: SMRT-97, rozmiar 140mm/160mm/180mm/203mm, mocowanie na wielowpust Centerlock, 126gram(160mm)
- pedały: PD-M970, system SPD, drążona oś, zaczepy pokryte fluorem, 325gram
- koła: tytan/scandium/aluminium/stal, technologia UST, 24 szprychy pocieniane 2.0-1.5-2.0mm, obręcz ze scandium
  - WH-M970 - do hamulców obręczowych, 1512gram
  - WH-M975 - do hamulców tarczowych, mocowanie na wielowpust Centerlock, 1525gram

### 2008
- przerzutka tylna: RD-M972, aluminium/karbon, średni (GS) lub długi (SGS) karbonowy wózek, technologia Shadow, sprężyna Top Normal, 180gram(GS), 182gram(SGS)

### 2009
- przednia piasta:
  - HB-M978 - do hamulców tarczowych z wielowpustem Center Lock oraz osią 15mm, 219gram
- klamki hamulcowe:
  - BL-M975A - do hamulców tarczowych hydraulicznych, aluminium/stal, regulacja odległości dźwigni, prostopadły zbiornik wyrównawczy, 192gram(kpl)
- Shimano Yumeya: ekskluzywne części do tuningu komponentów XTR, wyróżniające się złotym kolorem oraz nadzwyczajną wagą
  - YM-RD81, kompletny wózek przerzutki tylnej (wewn. + zewn.) do RDM970/971, karbon
  - YM-RD82, komplet kółeczek (2 szt.) do RDM970/971/972, ażurowe, białe
  - YM-RD83, komplet śrub tytanowych do RD; mocujące kółeczka (2 szt) + mocująca linkę, kolor złoty
  - YM-CS81, zestaw zębatek 17-20T tytanowe do CSM970, pająk w kolorze złotym
  - YM-BL82, komplet kap (2 szt.) z uszczelkami do zbiorniczka oleju do BLM975/975A, włókno szklane, kolor biało-złoty
  - YM-SL81, komplet obejm (2 szt.) z mocowaniem do dźwigni przerzutki SLM970/970A, kolor złoty
  - YM-SL82, komplet śrub regulujących pancerz dźwigni przerzutki (2 szt) do SLM970/970A, STM970/975, kolor złoty
  - YM-SL83, zestaw śrub mocujących obejmę dźwigni przerzutek YM-SL81 (4 szt.), kolor złoty
  - YM-BH81, przewód olejowy hamulca tarczowego, 2000mm, biały
  - YM-BH82, zestaw przyłączeniowy do przewodu olejowego (2 szt.), bez pinu i oliwki, kolor złoty
  - YM-FC81, śruba mocująca ramię lewe do FCM970, alu., kolor srebrno - złoty
  - YM-BR81, komplet śrub mocujących zacisk hamulca tarczowego (2 szt), kolor złoty
  - YM-FD81, zestaw śrub mocujących przerzutkę przednią i linkę przerzutki FDM970/971 (M5x9), kolor złoty
  - YM-SP81, uszczelniony i przesmarowany pancerz SP do dźwigni przerzutki, 2000mm, kolor biały
  - YM-CN81, łańcuch HG 9 rzędowy, 116 ogniw, ogniwka wewnętrzne w kolorze złotym

## VI generacja (2010-2014) 98x
VI generacja XTR nosiła oznaczenie 98x. Była to pierwsza grupa Shimano oparta o kasetę 10-rzędową. Była oferowana w wersjach 3x10 i 2x10.

## VII generacja (od 2015) 90xx
W 2014 Shimano zaprezentowało nową grupę XTR, która wprowadziła napęd 1x11.

## VIII generacja (od 2018) 91xx
W 2018 premierę miała nowa grupa XTR, która, wzorem SRAM Eagle, wprowadziła napęd 1x12. Największa z dostępnych kaset ma rozmiar 10-51T.